# Kenneth Halliwell
Kenneth Leith Halliwell (* 23. Juni 1926; † 9. August 1967 in London) war ein britischer Schauspieler und Autor. Er war der Mentor, Lebensgefährte und schließlich Mörder des Dramatikers Joe Orton.

## Kindheit
Kenneth Halliwell erlebte eine traumatische Kindheit. Er wurde von seinem Vater ignoriert und von seiner Mutter verwöhnt. Im Alter von 11 Jahren musste er hilflos zusehen, wie seine Mutter an einem Wespenstich starb. 
Er besuchte die Wirral Grammar School for Boys in Bebington und schloss sie 1943 erfolgreich ab. Als Halliwell 1944 zum Militär eingezogen werden sollte, verweigerte er den Kriegsdienst und leistete einen Ersatzdienst als Bergmann. Nach seiner Entlassung 1946 arbeitete er als Schauspieler, zunächst in Schottland und dann in seinem Heimatort Birkenhead. 1949 beging sein Vater Suizid, indem er seinen Kopf in einen Gasofen steckte; Halliwell fand die Leiche am nächsten Morgen. Das ererbte Familienvermögen ermöglichte ihm danach ein Schauspielstudium an der Royal Academy of Dramatic Art (RADA) in London.

## Beziehung zu Orton
1951 traf er Joe Orton, einen Mitstudenten an der RADA. Beide Männer waren „Schauspieler, die am Hungertuch nagten“, und wurden „Schriftsteller, die am Hungertuch nagten“. Schließlich führten ihre gemeinsamen Interessen zu einer lange andauernden Beziehung. In den ersten Jahren war Halliwell eine Art Lehrer für Orton, der nur eine sehr oberflächliche Bildung besaß, und half diesem bei der Entwicklung seines Schreibstils, den man später „Ortonesque“ nennen sollte. Die beiden Männer arbeiteten gemeinsam an mehreren Romanen, darunter The Boy Hairdresser, die jedoch erst nach ihrem Tod veröffentlicht wurden.
1962 verbüßte Halliwell zusammen mit Orton eine sechsmonatige Gefängnisstrafe, zu der sie wegen des Diebstahls und der Besudelung von Leihbüchern verurteilt worden waren. Nach der Entlassung aus dem Gefängnis begann Ortons Erfolg als Schriftsteller. Dies führte zu einer Distanz zwischen den beiden Männern, mit der Halliwell nur schwer zurechtkam. Gegen Ende seines Lebens nahm er regelmäßig Antidepressiva.

## Mord
Am 9. August 1967 tötete Halliwell Orton mit neun Hammerschlägen auf den Kopf und nahm dann eine Überdosis Nembutal. Halliwell starb als erster. Ihre Leichen wurden am nächsten Vormittag von einem Chauffeur gefunden, der zu ihrer Wohnung in der Noel Road in Islington gekommen war, um Orton zu einem Treffen mit den Beatles zu bringen. Orton hatte für diese ein Filmdrehbuch geschrieben.
Halliwell hinterließ einen Abschiedsbrief, in dem er den Inhalt von Ortons Tagebuch als Erklärung für seine Handlungen angab: 

„If you read his diary, all will be explained. KH PS: Especially the latter part“.

„Wenn ihr dieses Tagebuch lest, wird alles erklärt sein. KH PS: Besonders den letzten Teil“. 

Man nimmt an, dass sich dies auf Ortons Beschreibung seiner Promiskuität bezieht. Das Tagebuch enthält zahlreiche flüchtige Abenteuer in öffentlichen Toiletten sowie andere sexuelle Beziehungen.
Halliwell und Orton wurden im Golders Green Crematorium in London eingeäschert, wo sich auch ihre Asche befindet.

## Sonstiges
1987 verfilmte Stephen Frears Ortons Lebensgeschichte unter dem Titel Prick Up your Ears (deutscher Titel: Das stürmische Leben des Joe Orton) mit Alfred Molina in der Rolle Halliwells.
In Fantabulosa!, einem biografischen Film über Kenneth Williams (2006), wurde Halliwell von Ewan Bailey dargestellt.
Coil, eine britische Gruppe für experimentelle Musik um John Balance und Peter Christopherson, nahm 1995 für ihr Album Worship The Glitch drei Stücke mit dem Titel „The Halliwell Hammers“ auf.

## Werke

### Veröffentlichtes
- Lord Cucumber, gemeinsam mit Orton verfasste Erzählung, veröffentlicht 2001
- The Boy Hairdresser, gemeinsam mit Orton verfasste Erzählung, veröffentlicht 2001

### Unveröffentlichtes
- The Protagonist (um 1949), unveröffentlichtes Stück über Edmund Kean
- The Silver Bucket (1953)
- The Mechanical Womb (1955)
- The Last Days of Sodom (1955), gemeinsam mit Orton verfasste verschollene Erzählungen
- Priapus in the Shrubbery (1959), verschollene Erzählung